# Summonte
Summonte est une commune italienne de la province d'Avellino, dans la région Campanie.

## Administration
| Période                                  | Période | Identité | Étiquette | Qualité |
| ---------------------------------------- | ------- | -------- | --------- | ------- |
|                                          |         |          |           |         |
| Les données manquantes sont à compléter. |         |          |           |         |

### Hameaux
Starze et Embreciera.

## Géographie

### Communes limitrophes
Avellino, Capriglia Irpina, Mercogliano, Ospedaletto d'Alpinolo, Pannarano, Pietrastornina, Quadrelle, Sant'Angelo a Scala, Sirignano, Sperone